# Vlašimská pahorkatina
Vlašimská pahorkatina – mezoregion w obrębie Masywu Czeskiego, leżący w środkowo-zachodniej części Wyżyny Czeskomorawskiej, w środkowo-wschodniej części Wyżyny Środkowoczeskiej.
Położona jest w centralnej części Czech, na południe od Pragi. Jej powierzchnia wynosi 1 232 km². Jest to kraina górzysta i pagórkowata. Jej średnia wysokość wynosi od 450 do 700 m n.p.m.
Leży w dorzeczu Łaby - jej dopływów Wełtawy i Sazawy.
Graniczy na północnym zachodzie z Benešovską pahorkatiną, na północnym wschodzie z Hornosázavską pahorkatiną,  na południowym wschodzie z Křemešnicką vrchoviną i na południu z Táborską pahorkatiną.

## Podział
Wyżyna Wlaszimska:
- Mladovožická pahorkatina – najwyższe wzniesienie – Blaník (Velký Blaník) - 638 m n.p.m.
- Votická pahorkatina – najwyższe wzniesienie – Javorová skála - 723 m n.p.m.

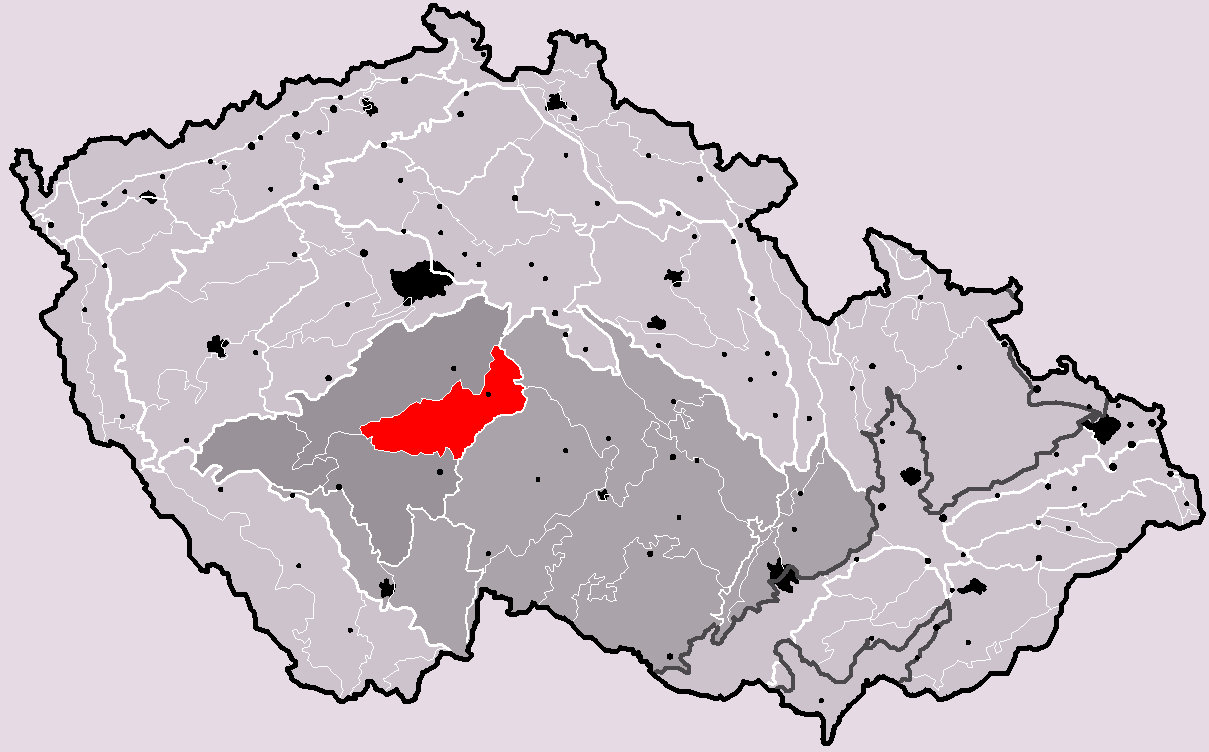
Położenie Vlašimskiej pahorkatiny